# Arabis kennedyae
Arabis kennedyae ist eine Pflanzenart aus der Gattung der Gänsekressen (Arabis) innerhalb der Familie der Kreuzblütler (Brassicaceae). Sie ist endemisch auf Zypern. Ihr natürliches Habitat ist mediterrane, strauchige Vegetation. Die Art ist durch Habitatverlust bedroht.

## Merkmale
Arabis kennedyae ist eine krautige Pflanze mit einer Wuchshöhe von weniger als 30 cm. Die Stängel sind aufrecht und violett gefärbt. Die grundständigen Blätter bilden	Rosetten und können bis zu 6 cm lang und 2 cm breit werden, während die Stängelblätter kürzer sind. Die Pflanze bildet lockere Büschel kleiner, unscheinbarer weißer Blüten mit vier Kronblättern. Die schmalen Früchte sind 25–40 mm lang und ähneln einer Fortsetzung des Stängels. Reife Früchte trocknen aus und spalten sich in zwei Teile, wobei eine zentrale Membran zurückbleibt, die die kleinen Samen trägt.

## Verbreitung und Lebensraum
Die Pflanzenart ist endemisch im	Troodos-Gebirge auf der Insel Zypern. Sie wächst in halbschattigen, offenen Felsgebieten am Waldrand oder in der Nähe von Bächen mit Erlenblättriger Eiche und Kalabrischer Kiefer. Sie kommt in Höhenlagen von 1200 bis 1400 Metern vor.

## Ökologie
Die Blütezeit der Pflanze reicht von März oder April bis Mai. Die Art ist variabel einjährig oder zweijährig. Bei feuchteren Bedingungen kann sie die Sommerdürre überstehen und zwei Jahre leben. Die Verbreitung der Samen erfolgt über Wind oder Wasserläufe.

## Schutzstatus
Arabis kennedyae ist aufgrund ihres kleinen Verbreitungsgebiets und ihrer geringen Bestandsgröße sowie der abnehmenden Lebensraumqualität in der Roten Liste gefährdeter Arten als vom Aussterben bedroht (Critically Endangered) eingestuft. Die letzte Bewertung im Jahr 2006 ergab ein Gesamtverbreitungsgebiet von weniger als zwei Quadratkilometern und einen Bestand von unter 100 Individuen. Neuere Untersuchungen von 2006 bis 2011 schätzen das Verbreitungsgebiet auf etwa 14 km² und die Gesamtpopulation auf etwa 10.000 Pflanzen. Aufgrund dieser neuen Daten wurde eine Herabstufung auf stark gefährdet (Endangered) empfohlen. Die Populationsgröße schwankt jedoch stark von Jahr zu Jahr, abhängig von der Lebensform (einjährig oder zweijährig) und den Umweltbedingungen.
Zu den Bedrohungen zählen Habitatverlust und -verschlechterung durch menschliche Eingriffe wie Straßenbau, Siedlungsentwicklung, Waldbrände und übermäßige menschliche Präsenz. Die Samen der Pflanzenart sind nicht feuerresistent und könnten durch Waldbrände besonders stark beeinträchtigt werden.
Arabis kennedyae ist im Anhang I der Berner Konvention aufgeführt und gilt als Prioritätsart gemäß den Anhängen II und IV der FFH-Richtlinie. Sie ist auf Zypern als gefährdete Art anerkannt. Die Vorkommen liegen vollständig innerhalb des Nationalen Waldparks Troodos und des Staatswalds von Paphos, die beide im Natura-2000-Netzwerk geschützt sind. Die Teilpopulation am Berg Tripylos ist zusätzlich als Pflanzenschutz-Mikroreservat nach zyprischem Recht ausgewiesen. Die Samen der Pflanzenart werden in Samenbanken der Universität Athen, der Frederick University Cyprus und des Landwirtschaftlichen Forschungsinstituts Zyperns aufbewahrt.